# Matouš II. z Montmorency

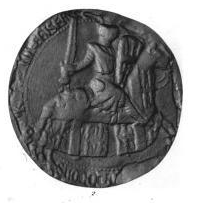
Pečeť Matouše z Montmorency

Matouš II. z Montmorency řečený Velký (francouzsky Mathieu II de Montmorency, † 24. listopadu 1230) byl francouzský konstábl a účastník křížové výpravy proti katarům.
V roce 1204 se podílel na dobývání hradu Gaillard a o deset let později stanul na bitevním bojišti u Bouvines. Se švagrem Šimonem z Montfortu se zúčastnil kruciáty na francouzském jihu a roku 1219 se stal francouzským konetáblem. Po smrti Ludvíka VIII. byl oporou královně vdově a snažil se o zachování práv mladého Ludvíka IX.